# Место на кладбище
«Место на кладбище» — кинокомедия 1997 года, совместного производства Италии и США. Жанр этой ленты сочетает в себе мелодраму и комедийные моменты, переходящие порой в трагикомедию. Картина рассказывает о любви, и о том, какие поступки совершают ради близких. Жан Рено воплощает себя в разных образах.

## Сюжет
Главный герой — Марчелло (Жан Рено) постоянно волнуется за здоровье жителей своего городка, ухаживает за больными, сдаёт кровь. Но делает это он не только по доброте душевной. Дело в том, что у его жены Розанны (Мерседес Рул) слабое сердце, а похоронить она себя завещала рядом с их дочерью — только на старом кладбище. Но там осталось только 3 места. Кладбище можно расширить. Но вот ведь загвоздка — владелец соседнего с кладбищем пустыря Фредо Лакопоне (Тревор Пикок) никак не хочет пойти на встречу горожанам. Так как же заполучить это место: попросить в дар церкви, купить, или…

## В ролях
- Жан Рено — Марчелло
- Мерседес Рул — Розанна
- Полли Уокер — Сесилия
- Марк Франкель — Антонио
- Тревор Пикок — Фредо Лакопоне
- Фэй Рипли — Франческа
- Джордж Росси — Сержант Баджио
- Джузеппе Чедерна — Отец Брамила
- Роберто Делла Каса — Бруно Росси и др.

## Съёмочная группа
- Пол Вейланд — режиссёр
- Сауль Тартелтауб — сценарист
- Генри Брэхам — оператор
- Тревор Джонс — композитор

### Продюсеры
Майлз Доннелли, Марк Ордески, Элисон Оуэн и др.